# Xã Milan, Michigan
Xã Milan (tiếng Anh: Milan Township) là một xã thuộc quận Monroe, tiểu bang Michigan, Hoa Kỳ. Năm 2010, dân số của xã này là 1.601 người.